# Carlos Lavín Aranda
Carlos Lavín Aranda (Amacuzac, Morelos, 18 de septiembre de 1882 - Cuernavaca, Morelos, 4 de julio de 1945) fue un político mexicano del Partido de la Revolución Mexicana (PRM) y gobernador del estado de Morelos en 1930.

## Biografía

### Primeros años
Nació en San Francisco Amacuzac, Morelos, el 18 de septiembre de 1882, en la casa de sus padres que ahora es la presidencia municipal. Hijo de Heliodoro Lavín Ocampo y Fernanda Aranda Mazari, ambos nacidos y residentes en la región que pertenecía al Estado de México, hoy Estado de Morelos.
Se graduó como químico farmacéutico en el año de 1903 en la ciudad de Toluca.
En 1904, durante el Porfiriato, emigró a Acapulco donde trabajó en una farmacia. Después estableció una farmacia de su propiedad en San Luis de La Loma, Guerrero, otra en San Jerónimo y una más en Iguala. Con éstas y otras farmacias formó, para finales de la década de 1910, una cadena de su propiedad llamada «Cruz Roja». Además se dedicó a la ganadería y otros comercios.
Se casó con Fermina Oliveros Giles, hija de Francisco Oliveros, quien fuera ahijado e hijo adoptivo del expresidente de México y gobernador de Guerrero, Juan Álvarez. Carlos Lavín fue primo del profesor Urbano Lavín Román, quien fue gobernador del estado de Guerrero de 1923 a 1924.

### Revolución Mexicana y acceso al funcionariado
Carlos Lavín participó en la defensa civil de Iguala. El 30 de noviembre de 1923, en Iguala, se inicia un movimiento revolucionario encabezado por el general Rómulo Figueroa, el cual buscaba la caída de los poderes locales “por sus malos procedimientos políticos y administrativos”. El 4 de diciembre de 1925, la ciudad de Iguala fue ametrallada desde el aire por medio de aeroplanos en el rumbo de los Acamexquites, lugar cercano al cuartel donde estaban reunidas las tropas del general Rómulo Figueroa, quien al ver lo que sucedía, salió junto con sus tropas de la ciudad. Ya por la tarde, llegaron a la ciudad las tropas del general Urbalejo, a las cuales se les unió la compañía de Taxco, al mando del general Amador Acevedo. Urbalejo pensó en algún momento que el problema político en el estado se solucionaría indultando a Rómulo Figueroa y nombró una comisión formada por los señores Carlos Lavín, Dr. Galo Soberón (padre Guillermo Soberón Acevedo; Rector de la UNAM) y Ángel Iturbe para entrevistarse con Figueroa, lo cual se realizó en el poblado de Teloloapan.
Durante la Revolución Mexicana, Lavín, se dedicó a la agricultura, la ganadería y a una fábrica de textiles en el estado de Guerrero. En el año de 1918, continuando con estas actividades, regresó al estado de Morelos a su rancho denominado “El Guarín” dentro del municipio de Amacuzac. 
Carlos Lavín fue administrador y luego propietario, de 1923 a 1931, del histórico Hotel Moctezuma de Cuernavaca, que unos años antes había sido cuartel general de Emiliano Zapata durante la ocupación de la capital morelense. 
En 1924, fue llamado por el Gobierno Federal, siendo presidente de la república el general Plutarco Elías Calles, para organizar el primer Departamento Catastral y de Finanzas Agrícolas, iniciando con ello, la Reforma Agraria, principal logro del gobierno de Calles. Este departamento funcionó hasta el año de 1928. 

### Gobernador de Morelos
Tras renuncia obligada de Ambrosio Puente como Gobernador Provisional del estado de Morelos; dada a conocer el 3 de marzo de 1930; Emilio Portes Gil, entonces Secretario de Gobernación, de inmediato presentó una terna para elegir gobernador, ante la Comisión Permanente del Congreso de los Estados Unidos Mexicanos. Carlos Lavín fue designado Gobernador Provisional constitucional del estado de Morelos, por mayoría de votos tomando posesión en el mismo congreso, el 6 de marzo de 1930. Despachando en el Palacio de Cortés, su principal misión como gobernador fue convocar a elecciones y restablecer el orden constitucional en el estado, que se había roto durante la revolución maderista y por el cuartelazo de 1913 de Juvencio Robles.
Su gobierno fue efímero, pero de grandes resultados. Carlos Lavín es quien restablece el orden constitucional en el estado de Morelos, convocando y efectuando elecciones constitucionales y firmando tres decretos; El decreto número uno, donde declara válidas las elecciones del 20 de abril de 1930 y en el mismo, restablece el poder legislativo, el 4 de mayo del mismo año. En segundo decreto, de fecha 17 de mayo del mismo año, restablece el poder ejecutivo y designa como titular a Vicente Estrada Cajigal para gobernar de 1930 a 1934. Por último, en la misma fecha, firma el decreto número tres que restablece el poder judicial.
De esta manera pacífica al estado, que después de la Revolución Mexicana, seguía convulsionado por revueltas y brotes de inconformidad. Aun después de las elecciones para gobernador, se dio otro brote de violencia armada en Jojutla Morelos, siendo tomada la presidencia municipal y hecho prisionero al presidente municipal. En esta revuelta desarmaron a los policías, liberaron a los presos e impusieron préstamo forzoso a comerciantes acaudalados. Este golpe, organizado por el candidato a gobernador derrotado Alfonso María Figueroa, fue apaciguado personalmente por Carlos con respaldo militar cuando aún era el gobernador en turno. Posteriormente, Figueroa intentó instalar en Cuautla una legislatura, misma que también fue disuelta por Carlos Lavín, dejando el estado de Morelos en paz para que tomara posesión el siguiente gobernador. Estas fueron las últimas revueltas posrevolucionarias en la región. 

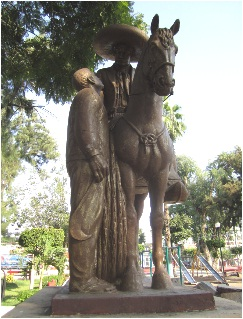
Primera escultura de Emiliano Zapata, ordenada en 1930 por el gobernador Carlos Lavín a los escultores Roberto V. Quiroz y Moisés Quiroz Valdovinos.

Carlos Lavín ordenó construir la histórica primera estatua de Emiliano Zapata que está en Cuautla. Es la primera escultura que se erigió en honor de Zapata y fue inaugurada en 1932 por el entonces gobernador en turno, Profesor José Urban Aguirre. A la postre esta primera escultura  fue cambiada por otra de mayor tamaño que el pueblo de Cuautla llama "el ensarapado" por el estilo de la vestimenta, la original se encuentra actualmente en el Parque Zapata de la misma ciudad.  

### Otros cargos
Durante el inicio de la administración de Vicente Estrada Cajigal, Carlos Lavín fue su colaborador, después fue llamado por el gobernador del estado de México, Isidro Fabela, para ocupar el puesto de receptor de Rentas. 
Posteriormente, fue llamado nuevamente a Morelos para dirigir la campaña a gobernador de José Refugio Bustamante, con quien fue director general de Catastro y después director general de Rentas, lo que en la actualidad es equiparable con el puesto de secretario de Finanzas. 
Fue diputado de la H. XXVI Legislatura del 4 de mayo de 1935 al 3 de mayo de 1938. 
Intervino en la designación del coronel Elpidio Perdomo (1938-1942) como sucesor de Bustamante y durante su gobierno se desempeñó como jefe de Control de Alcoholes, Aguardiente y Azúcar, principales productos del estado de Morelos, y volvió a ser director general de Rentas.

## Legado
Construyó con recursos propios en 1942 un costoso y novedoso sistema de riego en el municipio de Amacuzac consistente en un canal de agua que pasa bajo un monte a través de un túnel excavado en la roca, que benefició a los ejidos El Cuiji, El Puente, Cajones, Miahuatlán, Coahuixtla y Casahuatlán  y que actualmente está en servicio. Tiempo después se le hizo un reconocimiento por esta obra, revelando una placa en ese lugar el 10 de noviembre de 1974. 
Murió en Cuernavaca el 4 de julio de 1945.